# Lee Chun-soo

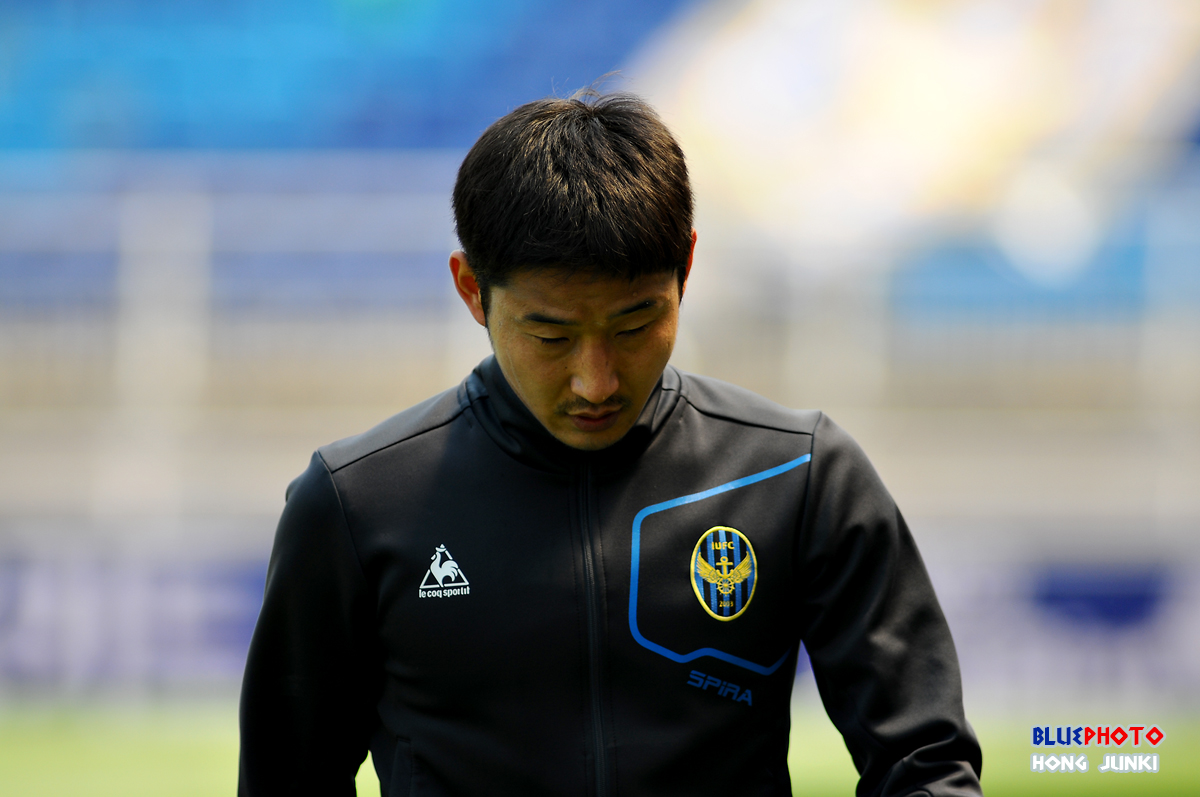
Lee Chun-soo

Lee Chun-soo (kor: 이천수), född 9 juli 1981, är en sydkoreansk fotbollsspelare. Han spelar i sydkoreanska Incheon United FC.
Lee var förste sydkorean att bli proffs i Spanien. Efter misslyckade besök i CD Numancia och Real Sociedad återvände han till Ulsan och blev årets korean i fotboll 2005. Hans landslagsdebut skedde mot Laos 2000, och första målet kom 2002, också det mot Laos. Han har deltagit i VM 2002 och VM 2006.